# Balzers
Balzers är en ort och kommun i södra Liechtenstein. Kommunen hade 4 595 invånare (2017).
Huvuddelen av kommunen ligger längs Rhen, men kommunen har även två exklaver i andra delar av Liechenstein. I kommunen ligger, förutom kommunhuvudorten Balzers, även orten Mäls.
I kommunen ligger medeltidsborgen Burg Gutenberg.